# 我リュウイズム
『我リュウイズム』（ガリュウイズム）は、日本の太鼓ユニット我龍が2012年4月22日にオフィス我龍からリリースした2ndアルバムである。このアルバムは、オフィス我龍に販売権がある。

## 内容
キャッチフレーズは、結成から6年。世界進出を目指して、更なる高みへ―。太鼓ユニット”我龍”待望のセカンド・フル・アルバム完成。

## 収録曲
1. 風牙-fuga-
2. 躍進-yakushin-
3. 天地翔1章-tenchi syo1-
4. 天地翔2章-tenchi syo2-
5. 26夜月-nijyurokuyazuki-
6. 蘭士-ranzi-
7. にわとり-niwatori-
8. 龍の淵-ryunofuchi-
9. 豊穣-houjo-

## 参加ミュージシャン
- 竹内孝志：和太鼓、作曲
- 香本俊介：ドラム
- 竹内裕樹：和太鼓
- 西川滋祐：篠笛